# Тодор Пеев
Тодор Пеев (Пейов) Стоянов е деец на българското националноосвободителното движение, журналист, драматург и дипломат, член на Българското книжовно дружество.

## Биография
Тодор Пеев е роден през 1842 година в град Етрополе. Първоначално се образова в родния си град, след това в Ловеч и София.  
Главен учител в Самоков от 1860 до 1861 год. На 1 януари 1861 г., по подобие на софийския училищен правилник, той съставя 16 главни правила на самоковското общонародно българско училище.
Учи във Френския колеж „Сен Беноа“ в Цариград (1863-1865). 
Работи 2 години като главен учител в Силистра (1866 - 1868). Тодор Пеев бил главен учител и в Кюстендил  (1868 - 1870), оглавявайки борбата срещу патриаршески настроения митрополит Игнатий.
Съдейства за откриването на девическо училище и на читалище „Напредък“ в Етрополе.
Включва се в националноосвободителните борби на българите. Когато през есента на 1870 г. в Етрополе пристига Левски и основава частен революционен комитет на ВРО, Тодор Пеев става негов председател (1870). 
Взема участие в работата на Общото събрание на БРЦК в Букурещ (1872). Включен е в състава на комисията, която изработва програмата и устава на организацията. Пеев основава комитети в Кюстендил, Радомир и в Осоговския манастир „Свети Йоаким“, като стига до Крива Паланка. След Арабаконашия обир, към който има отношение, заминава за Браила (1872). Работи като деловодител на Българското книжовно дружество и редактира неговия печатен орган „Периодическо списание на Българското книжовно дружество“. Взема участие в подготовката на Старозагорското въстание в 1875 година и на Априлското въстание на следната 1876 година.
Тодор Пеев се е познава и поддържа кореспонденция с много видни представители на национално-освободителното движение. В едно от писмата си до него Христо Ботев излива огорчението си от бездействието на революционните среди:
| „ | Види се, че самият наш живот е безсъдържателен, ако секи път, щом зема перото, неволно ми се изпречва вопрос: що да пиша? … Не зная как мислите вие (ти и други) за себе си, но аз се признавам вече в тоя общ наш порок и бързам да прознеса над себе си праведния приговор. Пейов! Ние не сме направили и стотна част от онова, което би могли да направиме. Слава Богу и дяволу, природата не ни е обидела нито умствено, нито физически – защо следователно седиме на припек и плачеме, че петлите ни кълват носовете? | “ |

След Освобождението заема редица важни административни длъжности. Окръжен началник на Златишко, Кюстендилско, Варненско, Плевенско и Свищовско. 
Окръжен управител във Варна е бил три пъти:
- от 9 април до 1 юли 1880 г. (три месеца);

- от 24 май до 26 август 1894 г. (три месеца);

- от 5 февруари до началото на юни 1899 г. (четири месеца).[4]

Търговски агент в Скопие (1899-1901). Член е на Българското книжовно дружество. Автор е на ценни мемоари. Сред по-известните му произведения са фейлетонът „Браилски искрици“, драмите „Фудулеску, прокопцаният зет на хаджи Стефания“ и „Даскал Генко“.
Разочарован от следосвобожденската действителност се самоубива на 26 юли 1904 година в София.

## Памет
В центъра на Етрополе е издигнат паметник на Тодор Пеев от Явор Михов. Паметникът е открит на 21 декември 1984 г. от министъра на отбраната армейски генерал Добри Джуров.
На Тодор Пеев са наречени улици 
- в квартал „Симеоново“ в София (Карта) и
- в кв. Виница, гр. Варна.

## За него
- Дочо Леков, Тодор Пеев. София, Издателство на Отечествения фронт, 1978, 176 с.